# Stanbridge (canton)
Pour les articles homonymes, voir Stanbridge.
Stanbridge était un canton canadien du Québec situé au sud-est de la ville de Montréal et de Saint-Jean-sur-Richelieu, en Brome-Missisquoi, en Montérégie. Il fut proclamé officiellement en 1er septembre 1801. La paroisse de Notre-Dame-des-Anges-de-Stanbridge a été érigée canoniquement en 1845,.